# Cool Insuring Arena
Cool Insuring Arena, tidigare Glens Falls Civic Center, är en inomhusarena i den amerikanska staden Glens Falls i delstaten New York. Den har en publikkapacitet på 4 794 åskådare. Bygget av arenan inleddes den 15 augusti 1977 och invigningen skedde den 18 maj 1979. Den används som hemmaarena för Adirondack Thunder (2015–) och tidigare av bland annat Adirondack Red Wings (1979–1999), Adirondack Phantoms (2009–2014) och Adirondack Flames (2014–2015).